# チェス・レコード
チェス・レコード（Chess Records）は、アメリカのブルース、R&B系のレコード・レーベル。

## 概要
ポーランド系アメリカ人のチェス兄弟（レナードとフィル）がイリノイ州シカゴに設立したレコード会社で、マディ・ウォーターズ、ハウリン・ウルフ、チャック・ベリー、リトル・ウォルター、エタ・ジェイムスなどの主要な作品を多く送り出した。その活動はブルースに留まらず、ロックンロールの歴史にも大きな影響を与えたと言われている。

## 歴史
チェス兄弟は、ポーランドから1928年にアメリカ合衆国イリノイ州シカゴへ移住し、シカゴのサウスサイドでバーやライブハウスを経営していた。彼らの経営していたマコンバ・クラブには、南部からシカゴへ移住してきた黒人ミュージシャンが出演していたが、レコード契約もない彼らの状況をみた兄弟はレコード事業への参入を決定する。これがチェス・レコード設立の契機であった。
1947年、兄弟は当時設立されたばかりだったアリストクラット・レコードというレーベルの共同所有者となる。アリストクラットの主要アーティストは、マディ・ウォーターズであった。
1949年、兄弟でレーベルの全株式を買収し、翌1950年に社名をチェスと改めた。1952年には、チェス傘下にチェッカー (Checker)・レコードを設立、同レーベルからはリトル・ウォルターなどが作品を発表した。1956年には、さらにジャズ系レーベルのアーゴ (Argo)も設立した（アーゴは、イギリスに同名のレーベルが存在していたことから、1965年にカデット (Cadet)に改名している）。
1955年には、マディ・ウォーターズの紹介によりチャック・ベリーと契約。彼の「メイベリーン」がビルボードトップ40に到達するヒットとなり、チェスの業績を向上させた。その後もベリーは「ロール・オーバー・ベートーヴェン」「ジョニー・B・グッド」などヒットを連発した。同年、ボ・ディドリーもチェスと契約し、「アイム・ア・マン」などのヒットを生んだ。
1956年、ハウリン・ウルフと契約する。当初はテネシー州メンフィスでサン・レコードのサム・フィリップスが録音した音源をチェスに提供していたが、同年シカゴへ移住したウルフはチェスと正式に契約し、解散するまで在籍し続けた。
チェスはルイジアナ州ニューオーリンズのアーティスト（ポール・ゲイテン、クラレンス・"フロッグマン"・ヘンリー）、ゴスペル（C.L.フランクリン、ソウル・スターラーズ）なども手がけ、音楽の幅を広げていった。
1960年代にイギリスで生じたブルースの流行に合わせて、ローリング・ストーンズやフリートウッド・マックがチェスのスタジオを使用してアルバムを制作した。
業績は良好に見せたが、レナード・チェスは1969年に経営権をGRTレコードへ売却してしまう。同年10月、レナードが死去。1970年代に入ると新体制下のチェスは下降傾向にあった。1975年、GRTはチェスをオール・プラチナム・レコードへ売却。しかし、同社の経営難からチェスは活動を停止した。オール・プラチナム・レコードへ経営権が移った時点で、チェスは消滅したと言える。
その後、チェスが保有していたマスターテープの権利はMCAが取得し、1980年代以降、同社から多くの音源が再発されている。日本においては1980年代初頭にブルース・インターアクションズが音源の使用権を獲得し、同社のPヴァイン・レコードより多くの作品群を発表した。現在は、MCAの後身であるユニバーサルミュージックが音源の権利を有している。
チェスの事務所とスタジオがあった建物 (2120 S. Michigan Ave.)は、1990年、シカゴの歴史的建造物に指定された。ウィリー・ディクソンの未亡人メアリーが1993年にこの建物を買い取り、改装の後1997年から、ディクソンの設立したブルース・ヘヴン・ファウンデーションの本部として使用されている。
2008年、チェスを題材とした映画『キャデラック・レコード』（Cadillac Records）が全米で公開され話題となった。このほか、同社の業績を描いた映像作品に『Who Do You Love』がある。

## スタッフ
レーベルの初期においては、チェス兄弟が自ら作品のプロデュースを担当していたが、1959年、シンシナティから名プロデューサー、ラルフ・バスが迎え入れられる。続いて、彼の紹介によりソウル系のプロデューサーとして、ビリー・デイヴィスがスタッフに加わった。
また、チェスのサウンドに大きく貢献したのがウィリー・ディクスンである。彼は、元々チェスにアーティストとして参画したが、影からレーベルを支えることで大きく花を咲かせた。チェスの看板アーティストに多くの楽曲を提供したほか、ベーシスト、タレントスカウト、プロデューサーとしても活躍した。マディ・ウォーターズの「恋をしようよ」、ハウリン・ウルフの「I Ain't Superstitious」、ココ・テイラーの「Wang Dang Doodle」は、彼が書いた楽曲のほんの一部である。

## 主なアーティスト
- マディ・ウォーターズ
- ハウリン・ウルフ
- チャック・ベリー
- ビリー・スチュアート
- デルズ
- シュガー・パイ・デサント
- フォンテラ・バス
- ジャン・ブラッドレー
- ナイト・ブラザーズ
- ヴァイオリネアーズ
- トミー・タッカー
- ボ・ディドリー
- ローラ・リー
- エタ・ジェイムズ
- サニー・ボーイ・ウィリアムソンII
- リトル・ウォルター
- バディ・ガイ
- ローウェル・フルソン
- ジミー・ロジャーズ (ブルース・ギタリスト)
- フラミンゴス
- ムーングロウズ
- ラムゼイ・ルイス
- ココ・テイラー